# クルモフ・バレリー
クルモフ・バレリー（英: Kroumov Vareli、1958年 - ）は、ブルガリアのソフィア出身のシステム制御工学者。工学博士。現在は岡山理科大学で教授を務める。